# De tre musketörerna (film, 1993)
De tre musketörerna (engelska: The Three Musketeers) är amerikansk långfilm från 1993 i regi av Stephen Herek, med Charlie Sheen, Kiefer Sutherland, Chris O'Donnell och Oliver Platt i rollerna. Filmen filmades i Österrike och England.

## Handling
Den unge D'Artagnan (Chris O'Donnell) anländer till Paris för att bli en musketör. Men när han kommer till musketörernas huvudkontor får han reda på att de har lagts ner. Han möter Athos (Kiefer Sutherland), Porthos (Oliver Platt) och Aramis (Charlie Sheen) enskilt vilket resulterar i sura miner och de bestämmer att de ska duellera. Men väl där kommer kungens nya livvakt som vill arrestera Athos, Porthos och Aramis. D'Artagnan hjälper dem att fly och de blir vänner. Så fortsätter filmen när de ska hindra en komplott mot Frankrikes kung och återta rätten att bli hans livvakt.

## Rollista
| Charlie Sheen     | – Aramis             |
| Kiefer Sutherland | – Athos              |
| Chris O'Donnell   | – D'Artagnan         |
| Oliver Platt      | – Porthos            |
| Tim Curry         | – kardinal Richelieu |
| Rebecca De Mornay | – grevinnan D'Winter |
| Gabrielle Anwar   | – drottning Anne     |
| Michael Wincott   | – Rochefort          |
| Paul McGann       | – Jussac             |
| Julie Delpy       | – Constance          |
| Hugh O'Conor      | – kung Ludvig        |

## Om filmen
Titelspåret till filmen, "All for Love" med trion Bryan Adams, Rod Stewart och Gordon "Sting" Sumner blev en stor hit.